# Autostop

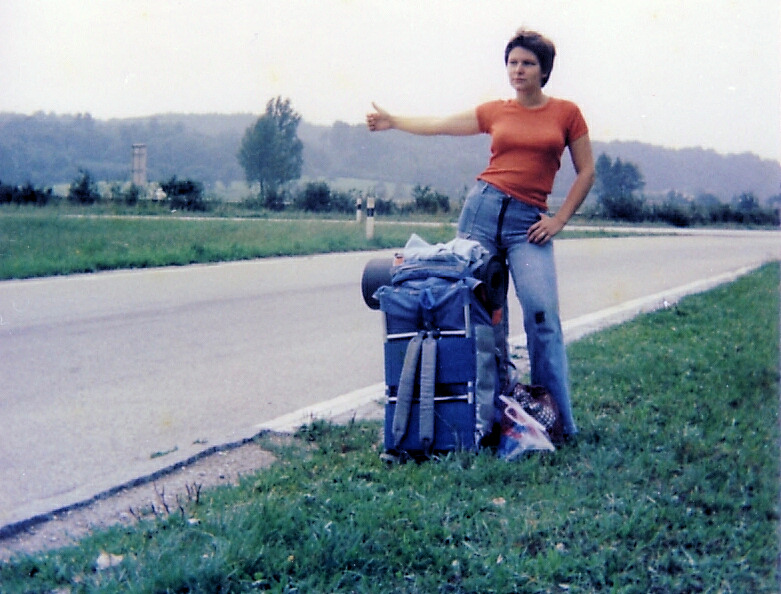
Autostop (Luksemburg 1977)

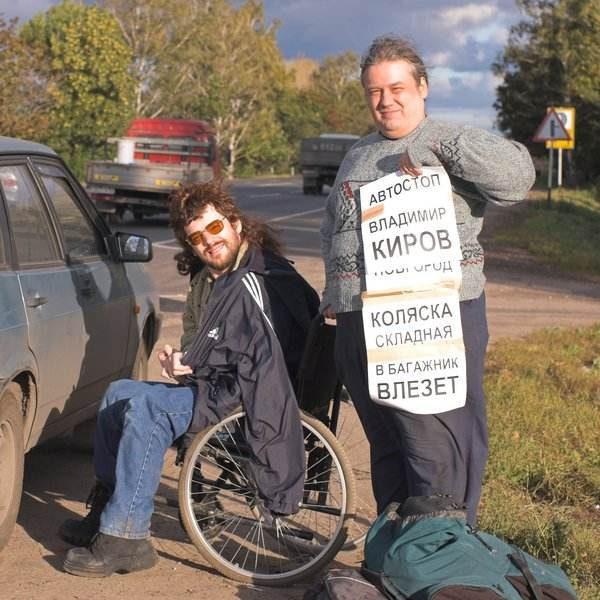
Autostopowicze w Rosji

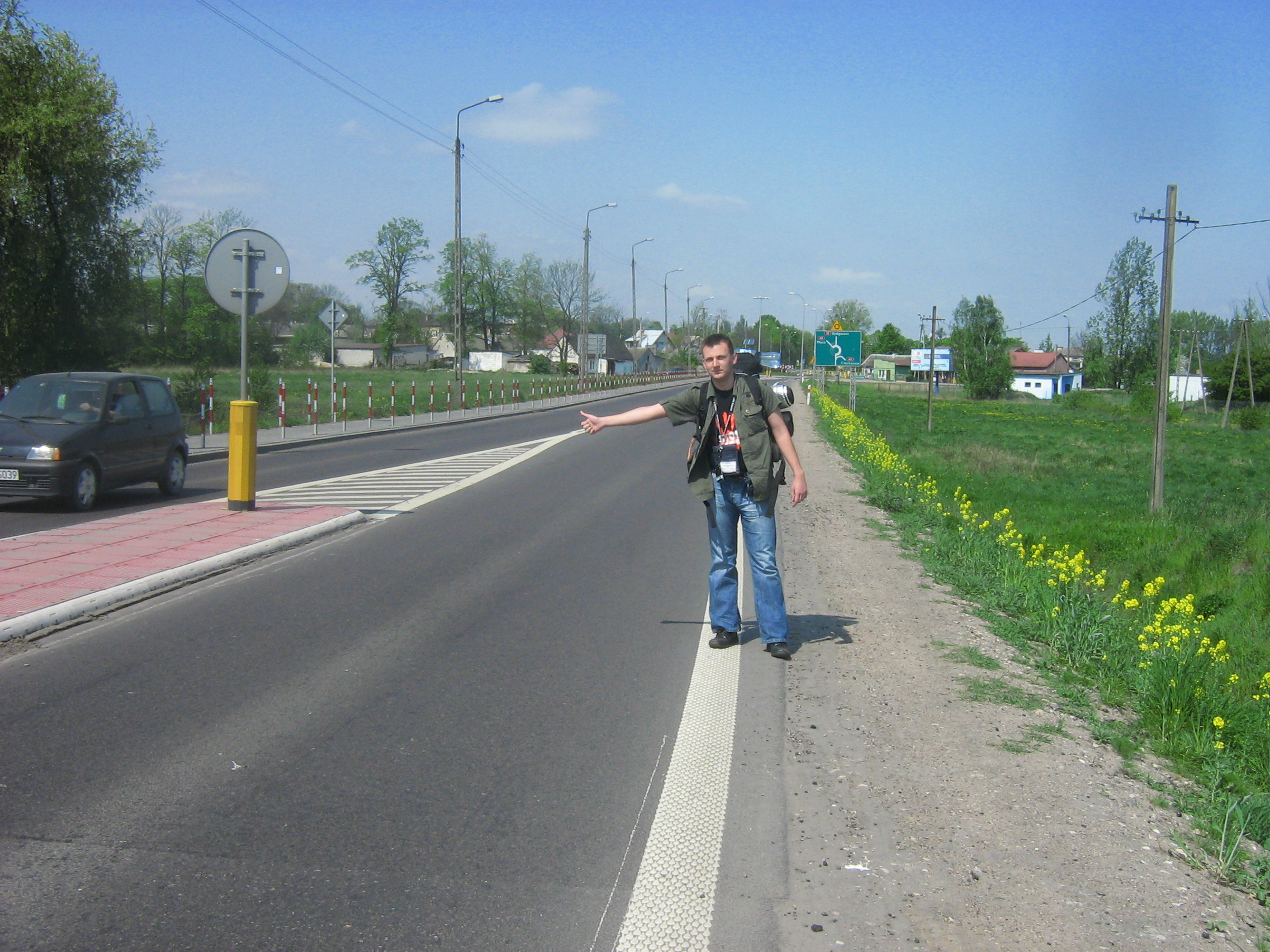
Autostopowicz w Polsce

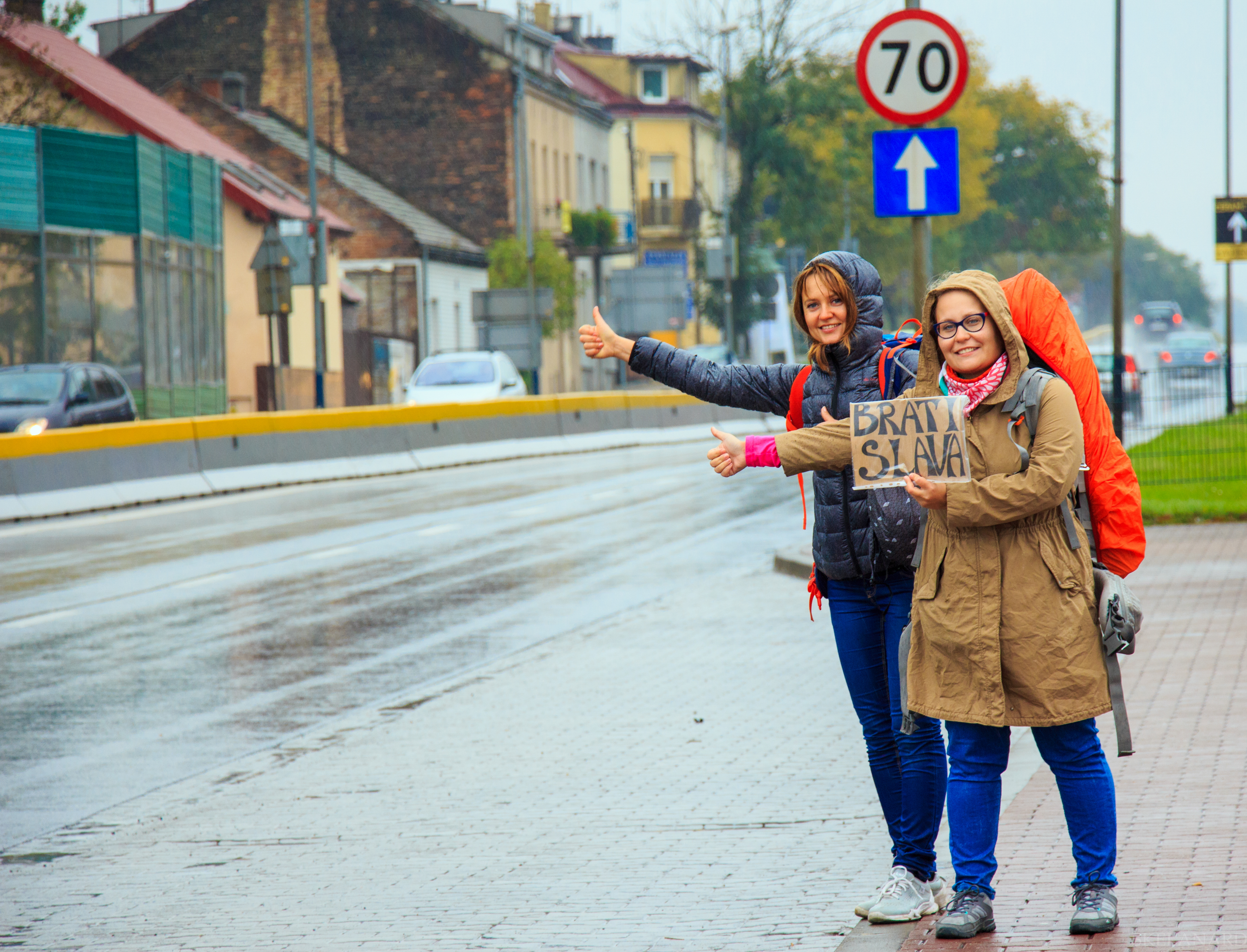
Autostop w Krakowie. Jedna z autostopowiczek trzyma w ręce kartkę z oznaczoną nazwą punktu docelowego

Autostop – forma turystyki lub podróżowania, polegająca na przemieszczaniu się przygodnie zatrzymanymi pojazdami.

## Akcja Autostop w Polsce
W roku 1957 w Polsce dwóch studentów krakowskiej AGH, Bogusław Laitl i Tadeusz Sowa wyrusza w autostopową podróż. Zaopatrzeni w glejt z komendy milicji w Krakowie (potwierdzający, że planują podróż autostopem dookoła kraju) wyruszyli w drogę: przez 25 dni przejechali 2500 kilometrów z 39 kierowcami, co uważa się za początek autostopu w Polsce. W 1958 powstał Społeczny Komitet Autostopu, a przy wsparciu redakcji „Dookoła Świata” zorganizowano pierwszy legalny konkurs autostopowy. Autostop został formalnie zalegalizowany i jednocześnie sformalizowany i zinstytucjonalizowany. Polegało to na tym, że biura turystyczne, kioski „Ruchu” na początku sezonu wakacyjnego sprzedawały chętnym specjalne książeczki autostopowe w formie małych zeszycików, wewnątrz których znajdowały się kupony, które osoba podróżująca autostopem zostawiała kierowcy. Każdy kupon miał wydrukowaną liczbę kilometrów. Zamierzeniem organizatorów „Akcji Autostop” było zachęcenie kierowców do zabierania autostopowiczów i gromadzenia kuponów. Kierowcy zebrane kupony (po wpisaniu swoich danych) mogli odsyłać biurom turystycznym, gdzie odbywało się losowanie nagród, jak: aparaty fotograficzne, sprzęt AGD, a nawet samochód marki Syrena.
Osoby zamierzające podróżować po Polsce w ramach tej akcji oprócz książeczki autostopu z kuponami (służyła ona także do zatrzymywania kierowców i była symbolem akcji – na okładce wydrukowany był czerwony okrąg na białym tle, podobny do policyjnego „lizaka”) uzyskiwały ubezpieczenie od następstw nieszczęśliwych wypadków. Warunkiem udziału w akcji było przedstawienie dokumentu tożsamości (niepełnoletni okazywali legitymację szkolną oraz zgodę rodziców) oraz wystawionej na swoje nazwisko książeczki oszczędnościowej z dwustuzłotowym wkładem. Ten drugi warunek służyć miał zapewnieniu wędrującemu po kraju autostopowiczowi minimum środków utrzymania przez wakacje. od 1960 roku autostopowicze musieli być pełnoletni. Cena książeczki z kuponami i ubezpieczeniem wynosiła 45 złotych w 1972.
Na koniec sezonu kierowcy mogli przesłać kupony do biura organizatorów; ten z nich, który zgromadził kupony na największą ilość kilometrów wygrywał i otrzymywał wartościową nagrodę, inne nagrody rozlosowywano pomiędzy pozostałymi uczestnikami akcji. „Akcja Autostop” w tej zinstytucjonalizowanej formie cieszyła się w Polsce dużym powodzeniem do końca lat siedemdziesiątych. Później popularność tej formy gwałtownie spadła, ale książeczki można było nabywać do 1994 r. (ostatnie książeczki autostopu wydrukowano w 1994 r.). (W książce „Autostop Polski, PRL i współczesność” Jakuba Czupryńskiego, możemy jednak wyczytać wypowiedź Jerzego Bożyka, ówczesnego prezesa koła grodzkiego PTTK w Krakowie i jednego z najstarszych autostopowiczów:
```
    „Jestem pewien, że sprzedałem ostatnią książeczkę autostopową w historii polskiego autostopu, było to w roku 1997, a ja nie miałem świadomości, że akcja została zamknięta trzy lata wcześniej…”
```

Po Polsce autostopem podróżowali nie tylko Polacy. Dość liczną grupę podróżników stanowili Węgrzy.

## Autostop współcześnie
Obecnie coraz bardziej popularny staje się carpooling, czyli kojarzenie ze sobą kierowcy i pasażera jadących na tej samej trasie przy pomocy specjalnie do tego celu stworzonych serwisów internetowych.
W niektórych miejscach na świecie jazda autostopem (ang. hitchhiking) jest zabroniona – ma to miejsce np. w wybranych stanach USA, gdzie zakaz może być całkowity lub też warunkowy (np. w pobliżu więzień).
W Polsce zabronione jest zatrzymywanie samochodów bezpośrednio na autostradach, jednak można to robić będąc w zgodzie z przepisami przed wjazdami na autostradę oraz na stacjach paliw czy parkingach. Zabronione jest również zatrzymywanie aut będąc pod wpływem alkoholu, oraz robienie tego w sposób zagrażający bezpieczeństwu na drodze.
Od kilkunastu lat miłośnicy autostopu mają możliwość uczestniczenia w różnego rodzaju wyścigach, zawodach i mistrzostwach. W Polsce można wziąć udział w kilku imprezach tego typu, cieszących się sporą popularnością. Od roku 1998 startują z Sopotu Międzynarodowe Mistrzostwa Autostopowe. Od roku 2009 startuje Auto Stop Race z Wrocławia, a od 2013 Wyścig Autostopem z Poznania. Poza tym co roku ruszają także zawody autostopowe z Krakowa, Gliwic, Olsztyna oraz Warszawy. Kierunki wyścigów corocznie zmieniają ich twórcy. W każdym z nich startuje od 300 (MMA) do blisko 1000 uczestników (ASR, wap). Startuje się wyłącznie w parach. W zależności od zawodów wygrywa ta, która jako pierwsza stawi się w umówionym miejscu, bądź ta, która pokona najwięcej kilometrów w określonym czasie.
Coraz większa popularność autostopu, widoczna jest również w literaturze podróżniczej. Pierwszymi książkami poświęconymi m.in. temu rodzajowi podróżowania było „Prowadził nas los” Kingi Choszcz oraz „Autostopem przez życie” Przemysława Skokowskiego. Prowadzonych jest też coraz więcej blogów podróżniczych, poświęconych autostopowym podróżom.
Od 2017 funkcjonuje Stowarzyszenie Autostopowiczów Polskich, które organizuje wydarzenia skierowane do autostopowiczów i chce promować tę formę podróżowania w społeczeństwie.